# Abraham Martínez
Abraham Martínez är en ort i Mexiko.   Den ligger i kommunen Pénjamo och delstaten Guanajuato, i den centrala delen av landet, 300 km väster om huvudstaden Mexico City. Abraham Martínez ligger 1 679 meter över havet och antalet invånare är 208.
Terrängen runt Abraham Martínez är platt åt nordväst, men åt sydost är den kuperad. Runt Abraham Martínez är det ganska tätbefolkat, med 54 invånare per kvadratkilometer. Närmaste större samhälle är La Piedad Cavadas, 18,5 km nordväst om Abraham Martínez. I omgivningarna runt Abraham Martínez växer huvudsakligen savannskog.